# Бресслер (Пенсільванія)
Бресслер (англ. Bressler) — переписна місцевість (CDP) в США, в окрузі Дофін штату Пенсільванія. Населення — 1512 особи (2020).

## Географія
Бресслер розташований за координатами 40°13′55″ пн. ш. 76°49′9″ зх. д. / 40.23194° пн. ш. 76.81917° зх. д. (40.231891, -76.819077).  За даними Бюро перепису населення США в 2010 році переписна місцевість мала площу 0,81 км², уся площа — суходіл.

## Демографія
Згідно з переписом 2010 року, у переписній місцевості мешкало 1437 осіб у 587 домогосподарствах у складі 380 родин. Густота населення становила 1779 осіб/км².  Було 624 помешкання (773/км²).
Расовий склад населення:
| - 73,7 % — білих - 17,9 % — чорних або афроамериканців - 0,5 % — азіатів - 0,1 % — корінних американців - 3,6 % — осіб інших рас |

До двох чи більше рас належало 4,2 %. Частка іспаномовних становила 10,3 % від усіх жителів.
За віковим діапазоном населення розподілялося таким чином: 22,7 % — особи молодші 18 років, 61,2 % — особи у віці 18—64 років, 16,1 % — особи у віці 65 років та старші. Медіана віку мешканця становила 40,6 року. На 100 осіб жіночої статі у переписній місцевості припадало 97,9 чоловіків;  на 100 жінок у віці від 18 років та старших — 91,9 чоловіків також старших 18 років.
Середній дохід на одне домашнє господарство  становив 59 716 доларів США (медіана — 55 917), а середній дохід на одну сім'ю — 57 518 доларів (медіана — 56 694). За межею бідності перебувало 18,4 % осіб, у тому числі 45,0 % дітей у віці до 18 років та 6,1 % осіб у віці 65 років та старших.
Цивільне працевлаштоване населення становило 666 осіб. Основні галузі зайнятості: освіта, охорона здоров'я та соціальна допомога — 19,2 %, роздрібна торгівля — 16,2 %, виробництво — 13,2 %, публічна адміністрація — 12,9 %.